# Lar Park-Lincoln
Lar Park-Lincoln (als Laurie Jill Park; * 12. Mai 1961 in Dallas, Texas; † 22. April 2025) war eine US-amerikanische Schauspielerin.

## Leben
Park-Lincoln begann ihre Karriere 1985 an der Seite von Kathleen Quinlan und Mario Van Peebles in dem Fernsehfilm Children of the Night des Regisseurs Robert Markowitz. Es folgten Gastrollen in Fernsehserien, bevor sie 1987 ihr Spielfilmdebüt hatte. Nach einer größeren Nebenrolle in dem Horrorfilm House II – Das Unerwartete spielte sie im darauf folgenden Jahr die weibliche Hauptrolle in Freitag der 13. Teil VII – Jason im Blutrausch. Daneben ist sie dem Seifenoper-Publikum durch die wiederkehrende Rolle der Linda Fairgate in der Serie Unter der Sonne Kaliforniens bekannt, die sie zwischen 1987 und 1991 darstellte. Ab Mitte der 1990er Jahre wurden ihre Auftritte in Film und Fernsehen seltener. Zuletzt trat sie 2022 schauspielerisch in Erscheinung. 
Neben der Schauspielerei war Park-Lincoln auch als Schauspiellehrerin tätig; sie verfasste zudem 2008 ein Sachbuch zu diesem Thema. Daneben vertrieb sie unter anderem über den Teleshoppingkanal QVC ihre eigenen Hauptpflegeprodukte.
Park-Lincoln war verwitwet, aus der Ehe gingen zwei Kinder hervor.

## Filmografie (Auswahl)

### Fernsehen
- 1985: Children of the Night (Fernsehfilm)
- 1987: Hunter (Fernsehserie, 1 Folge)
- 1987: Outlaws (Fernsehserie, 1 Folge)
- 1987: Ohara (Fernsehserie, 1 Folge)
- 1987: Ein Engel auf Erden (Highway to Heaven, Fernsehserie, 1 Folge)
- 1987–1991: Unter der Sonne Kaliforniens (Knots Landing, Fernsehserie, 48 Folgen)
- 1988: Freddy’s Nightmares: A Nightmare on Elm Street – Die Serie (Freddy’s Nightmares, Fernsehserie, 1 Folge)
- 1989: NAM – Dienst in Vietnam (Tour of Duty, Fernsehserie, 1 Folge)
- 1992: Mord ist ihr Hobby (Murder, She Wrote, Fernsehserie, 1 Folge)
- 1995: Space 2063 (Fernsehserie, 1 Folge)
- 1995: Beverly Hills, 90210 (Fernsehserie, 1 Folge)
- 2005: City of Justice (Fernsehserie, 2 Folgen)
- 2007: Inspector Mom: Kidnapped in Ten Easy Steps (Fernsehfilm)
- 2011: The Dancer (Kurzfilm)
- 2019: Harvest (Kurzfilm)

### Kino
- 1987: The Princess Academy
- 1987: House II – Das Unerwartete (House II: The Second Story)
- 1988: Freitag der 13. – Jason im Blutrausch (Friday the 13th Part VII: The New Blood)
- 1990: Tödlicher Charme (Fatal Charm)
- 2009: From the Dark
- 2020: Sky Sharks
- 2020: Expulsion
- 2021: 13 Fanboy
- 2021: Autumn Road
- 2021: Rose Blood: A Friday the 13th Fan Film
- 2022: Ghost Party